# Liwa al-Islam
Liwa al-Islam (arabisch لواء الإسلام, DMG liwāʾ al-islām ‚Brigade des Islam‘) ist eine syrische Rebellengruppe im Kampf gegen die syrische Regierung im Bürgerkrieg in Syrien. Sie ist Teil der Syrischen Islamischen Befreiungsfront, agiert hauptsächlich in der Stadt Damaskus und ist dort die größte Rebellengruppe.
Liwa al-Islam wurde im Jahre 2011 von Zahran Alloush gegründet und behauptete, für die Durchführung der Bombenanschläge in Damaskus am 18. Juli 2012 verantwortlich zu sein, bei denen der Verteidigungsminister Daud Radschha getötet wurde. Die Gruppe ist eine treibende Kraft hinter Attentaten in Damaskus und ist dafür bekannt, mit der Nusra-Front gemeinsame Operationen in Syrien durchzuführen.
Die Rebellengruppe hatte 2013 geschätzt 9.000 Kämpfer. Sie gilt teilweise als salafistisch und wird seit der zweiten Jahreshälfte 2013 nach Expertenmeinung massiv von Saudi-Arabien unterstützt, das sein Engagement in Syrien so von al-Qaida-nahen Organisationen abzugrenzen versucht.
43 Gruppen der Opposition schlossen sich im Syrischen Bürgerkrieg unter der Führung von Liwa al-Islam am 29. September 2013 zur syrischen Dschaisch al-Islam (englisch: Jaish al-Islam) (Armee des Islam) zusammen.

## Luftangriff vom 25. Dezember
Zahran Alloush und fünf weitere Anführer wurde beim russischen Bombardement am 25. Dezember 2015 in einem Vorort von Damaskus getötet. Seitens der Rebellen hieß es der Luftangriff habe dem geheimen Hauptquartier von Dschaisch al-Islam gegolten. Das syrische Staatsfernsehen bestätigte den Tod von Alloush.